# Karl Inama von Sternegg
Karl Inama von Sternegg (Innsbruck-Wilten, 30 ottobre 1871 – Innsbruck, 30 maggio 1931) è stato un genealogista e araldista austriaco.

## Biografia
Karl Inama von Sternegg, primogenito dell'economista Karl Theodor von Inama-Sternegg e fratello della pittrice Fanny Inama von Sternegg, proveniva dalla famiglia degli Inama, che aveva le proprie origini nella Val di Non.
Dopo aver terminato a Vienna il liceo cattolico e gli studi di giurisprudenza a Monaco di Baviera si dedicò nel 1871 all'amministrazione politica del Tirolo, precisamente nel distretto di Cles.
Lì colse l'occasione per indagare la storia della propria famiglia, originaria appunto della zona.
Dal 1907 fino al suo pensionamento nel 1923 fu attivo come consigliere a Innsbruck.
Il suo grande interesse per storia e discipline affini lo portarono a pubblicare numerosi validi articoli su periodici e giornali, oltre che a dedicarsi ad attività di protezione del territorio e dei monumenti.
Dal 1923 al 1931 Inama tenne le redini del Museo Ferdinandeum di Innsbruck in un periodo di gravi difficoltà economiche, presentando nuove collezioni, ampliando l'ala occidentale del museo stesso e appianando i conflitti esistenti con il museo tirolese di arte popolare.